# Estación Yanagihara

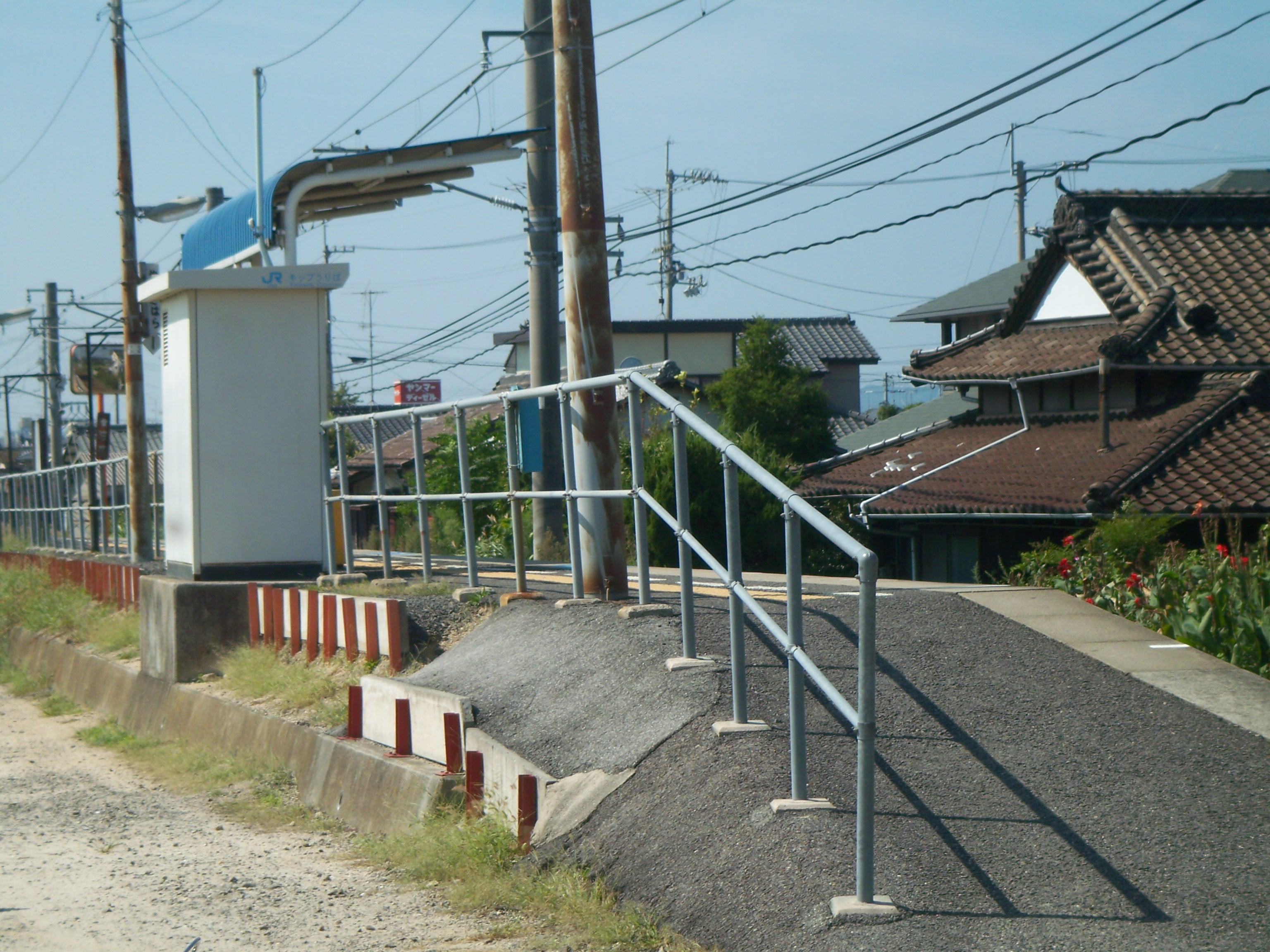
Vista del andén 1 a pie de calle

La estación Yanagihara (柳原駅 Yanagihara-eki?) es una estación de la línea Yosan de la Japan Railways que se encuentra en la ciudad de Matsuyama de la prefectura de Ehime. El código de estación es el "Y49".

## Estación de pasajeros
Cuenta con una plataforma, la cual posee un único andén (andén 1). 
Es una estación que no cuenta con personal, pero cuenta con una máquina expendedora de boletos automatizada.
Yanagihara hace referencia al distrito en el que se sitúa, que a su vez es una denominación dada en homenaje a la reconocida familia Yanagihara (柳原家 Yanagihara-ke?) de Kioto.

### Andén
| 1 | ● Línea Yosan |                                                              | Hacia Hōjō, Imabari, Saijō, Niihama, Iyomishima, Kawanoe y Kanonji (los servicios rápidos no se detienen) |
| 1 | ● Línea Yosan | Hacia Matsuyama e Iyo (los servicios rápidos no se detienen) | |

## Alrededores de la estación
- Ruta nacional 196
- Plaza Bosque de la Cultura de Hojo

## Historia
- 1961: el 1° de junio se inaugura la estación Yanagihara.
- 1987: el 1° de abril pasa a ser una estación de la división Ferrocarriles de Pasajeros de Shikoku de la Japan Railways.

## Estación anterior y posterior
- Línea Yosan 
  - Estación Iyohōjō (Y48)  <<  Estación Yanagihara (Y49)  >>  Estación Awai (Y50)